# Eva van Deursen
Eva van Deursen (Veldhoven, 21 januari 1999) is een voetbalspeelster uit Nederland. Ze speelt als middenvelder voor Feyenoord in de Vrouwen Eredivisie.

## Clubcarrière
Van Deursen begon haar carrière bij RKVVO Veldhoven. Van 2014 tot 2017 maakte ze onderdeel uit van het Centrum voor Topsport en Onderwijs (CTO) in Eindhoven. In het seizoen 2014/2015 speelde ze in de jeugd van PSV.
In 2018 ging van Deursen naar de Verenigde Staten om te gaan studeren aan de Arizona State University waar ze ging voetballen bij de Arizona State Devils. Met dit team kwam van Deursen uit in de Pacific-12-conference, een regionale universiteitscompetitie. Van Deursen wist 17 keer te scoren in deze competitie. Tot eind 2022 kwam ze uit voor de Arizona State Devils. Van Deursen werd door de Arizona State University een Academische graad verleent voor een bacheloropleiding met als hoofdvak Toegepaste kinesiologie.
Na het behalen van haar academische graad keerde van Deursen weer terug in Europa. Op 5 januari 2023 presenteerde het Duitse Bayer 04 Leverkusen van Deursen als nieuwe aanwinst. Vier weken na het tekenen van haar contract debuteerde van Deursen in een Bundesligawedstrijd tegen SV Werder Bremen, die met 2-0 verloren ging. In het seizoen 2023-2024 komt van Deursen opnieuw uit voor de ploeg van de Nederlandse trainer Robert de Pauw. Op 30 september 2023 maakte van Deursen haar eerste doelpunt in de Bundesliga door in de 74ste minuut de eindstand op 6-0 te bepalen in een thuiswedstrijd tegen 1. FC Nürnberg.
Op 11 januari 2024 maakte Bayer Leverkusen bekend dat het contract van Van Deursen in onderling overleg was ontbonden zodat ze transfervrij de overstap naar het Spaanse SD Eibar kon maken. Bayer 04 Leverkusen wilde wegens een gebrek aan speelminuten meewerken aan een transfer van Van Deursen. Voor de Spaanse club maakte Van Deursen haar debuut in een wedstrijd tegen Sevilla FC op 28 januari 2024.
Op 1 juli 2025 keerde Van Deursen terug naar Nederland door een tweejarig contract te tekenen bij Feyenoord.

## Statistieken
| Seizoen   | Club                | Land             | Competitie            | Wedstrijden | Doelpunten |
| --------- | ------------------- | ---------------- | --------------------- | ----------- | ---------- |
| 2018-2022 | Arizona Sun Devils  | Verenigde Staten | Pacific-12-conference | 86          | 17         |
| 2022/23   | Bayer 04 Leverkusen | Duitsland        | Bundesliga            | 11          | 0          |
| 2023/24   | Bayer 04 Leverkusen | Duitsland        | Bundesliga            | 5           | 1          |
| 2023/24   | SD Eibar            | Spanje           | Primera División      | 11          | 0          |
| 2024/25   | SD Eibar            | Spanje           | Primera División      | 22          | 0          |
| 2025/26   | Feyenoord           | Nederland        | Vrouwen Eredivisie    | 0           | 0          |
| Totaal    | Totaal              | Totaal           | Totaal                | 135         | 18         |

Laatste update: 1 juli 2025

## Interlandcarrière
Van Deursen is als jeugdinternational voor alle jeugdelftallen uitgekomen. In 2014 maakte ze onderdeel uit van de selectie van Nederland Onder 15. Op 15 maart 2016 kwam ze voor het eerst uit voor Nederland Onder 17. De meeste jeugdinterlands speelde van Deursen voor Nederland onder 19. Daarmee kwam ze uit op het EK 2017. Voor Nederland onder 20 kwam ze tot zes interlands waarin ze wist te scoren in een wedstrijd tegen de leeftijdsgenoten van Nieuw-Zeeland. Nederland werd op dit eindtoernooi uitgeschakeld in de kwartfinale tegen de leeftijdsgenoten van Engeland. Op 30 mei 2019 maakte van Deursen haar debuut voor Nederland onder 23 in een wedstrijd tegen de leeftijdsgenoten van Noorwegen. In 2023 kwam van Deursen voor het laatst uit voor het onder 23 team.
In 2019 mocht van Deursen meetrainen bij het seniorenteam van Nederland.
1 Weimar ·
3 Takeshige ·
4 Verspaget ·
5 Obispo ·
6 Brandau ·
7 Iwasaki ·
8 Pijnenburg ·
9 Koopman ·
10 Van de Westeringh ·
14 De Graaf ·
16 Van Eijk ·
17 Van der Sluijs ·
18 Heij ·
19 Stoit ·
21 Van Bentem ·
23 Itamura ·
24 Baptiste ·
25 Van de Lavoir ·
26 De Paus ·
27 DellaPeruta ·
28 Hulswit ·
29 Lont ·
33 Van Kerkhoven ·
42 Buabadi ·
Van Deursen ·
Dinkla ·
Coach: Torny
Assistent-coach: Pieters
Assistent-coach: Tjaden
Keeperstrainer: Van der Kaaij